# Адам
Ада́м («син землі», «людина», «червоний») — в авраамічних релігіях перша людина, батько роду людського. Також слово «Адам» може позначати людство загалом.
Створення Богом Адама та пізніше його дружини Єви завершило творіння світу. Адам і Єва задумувалися Богом як досконалі істоти та були поселені в Едемі, щоб розмножитись і створити людство. За порушення Божої заборони не їсти плоду Дерева пізнання добра і зла, вони були вигнані з Едему. Скуштування плоду стало першородним гріхом, що передався нащадкам Адама та Єви. Головним покаранням за це для Адама та наступних чоловіків стала потреба самостійно добувати харчі тяжкою працею. Як і всі ранні люди, Адам вирізнявся дуже довгим життям і зараховується до старозаповітних пророків.

## Адам у Біблії

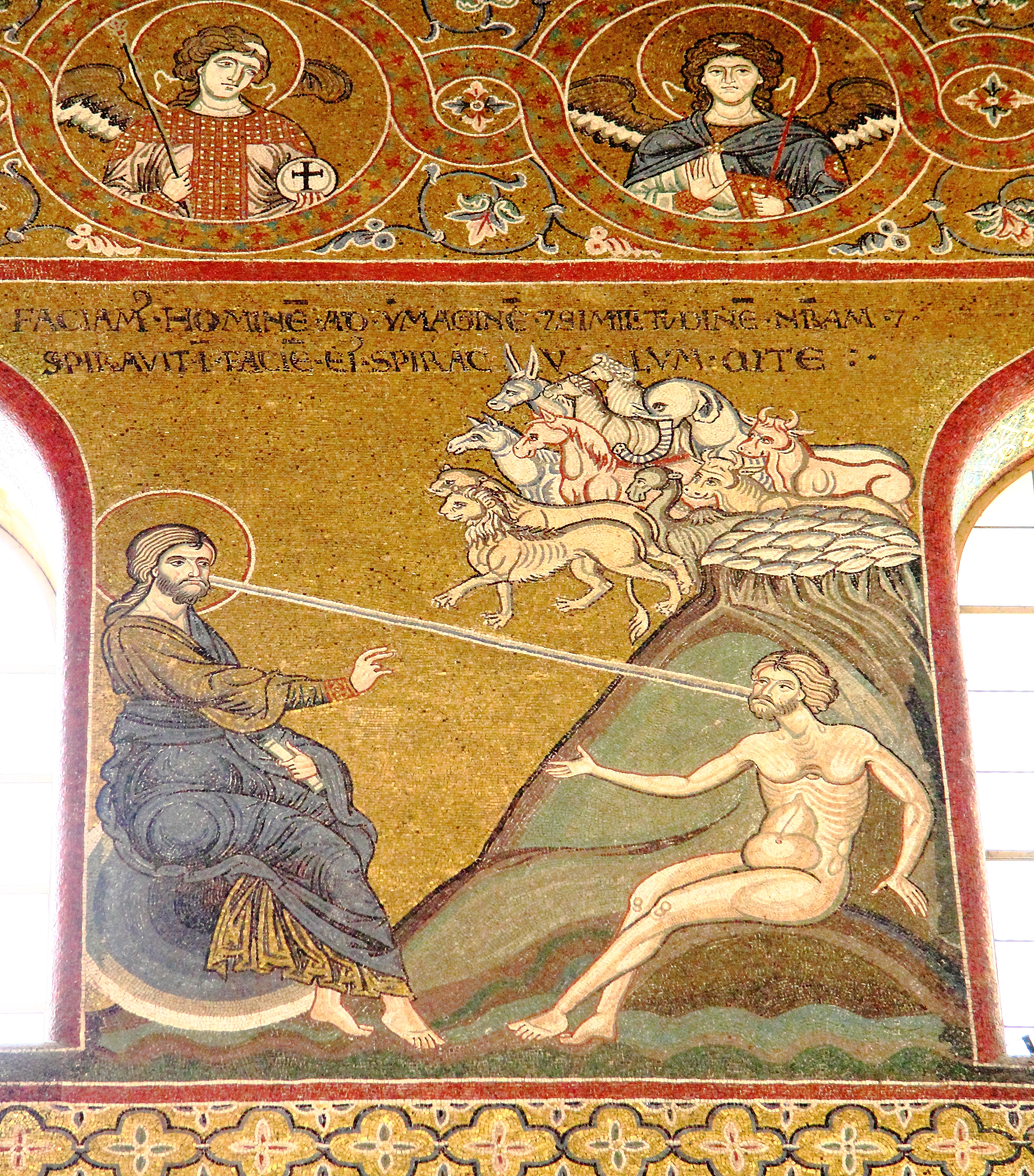
Створення Адама, мозаїка в соборі Монреале, XII ст.

### Походження

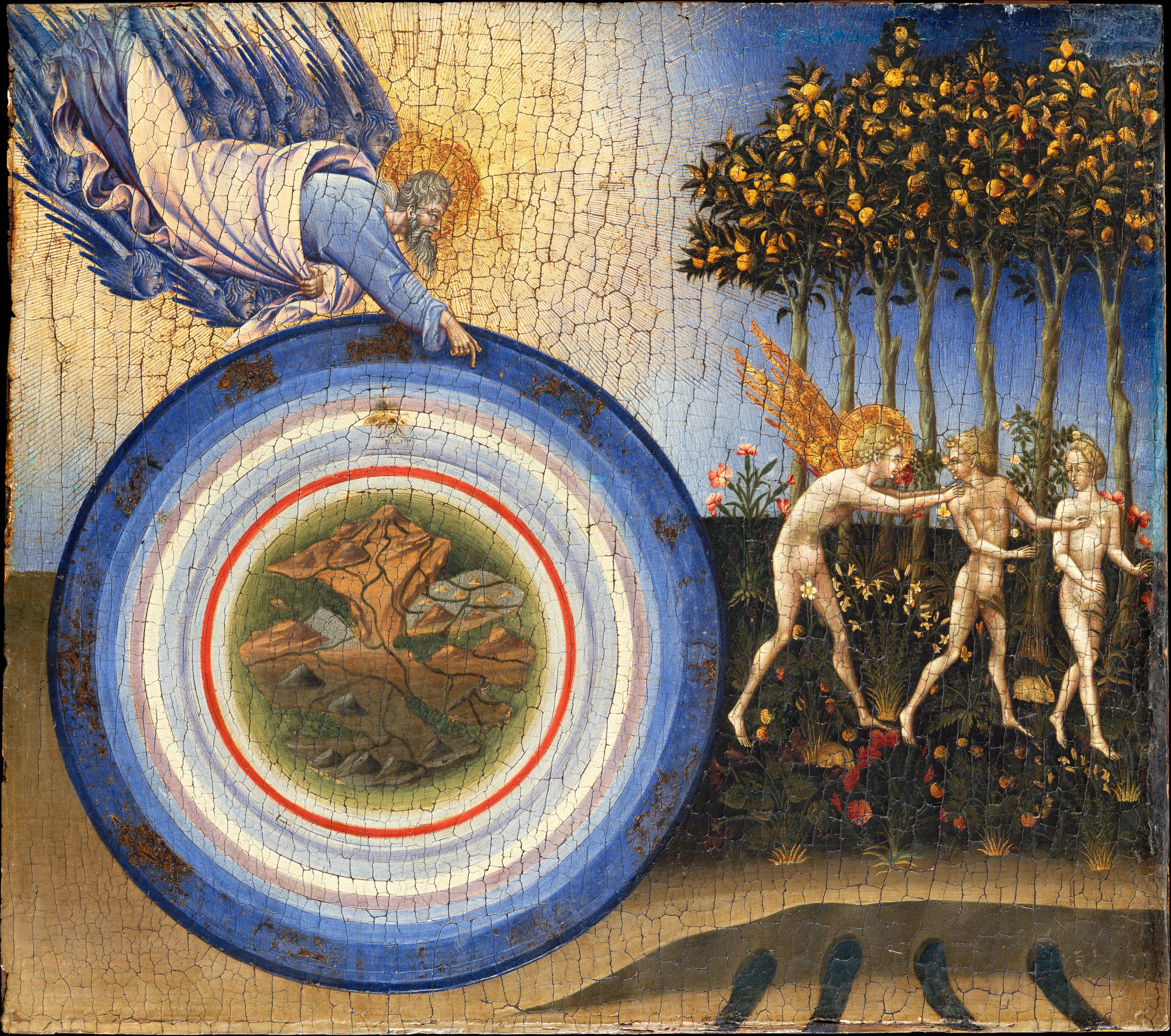
Вигнання Адама та Єви, картина Джованні ді Паоло, 1445 р.

Історія Адама наводиться в біблійній книзі Буття. Згідно зі Старим Заповітом Бог створив Адама з глини (або землі) на шостий день творіння та вдихнув у нього життя. Адама було поселено в заздалегідь створеному Едемському саду, котрий Адамові належало доглядати. Йому було дозволено споживати всі плоди, що зростали в Едемі, за винятком плоду Дерева пізнання добра і зла, що загрожувало смертю.
Після цього Бог доручив Адаму дати назву всім тваринам і вирішив створити йому істоту в допомогу. Наславши на Адама сон, Бог взяв частину його тіла, щоб створити першу жінку — Єву. Традиційно цією частиною тіла вважається ребро, проте оригінальне слово «цела» (צֶלַע) може означати також «бік», «сторона» чи просто «частина». Потреба в існуванні Єви, як тлумачиться богословами, походить з того, що людина потребує любові до іншої людини, аби перебувати в єдності з Богом. Таким чином будучи самотнім, Адам був неповноцінним. За Божою настановою, надалі чоловікам і жінкам належало, вирісши, покидати своїх батьків і в парі одне з одними ставати «одним тілом».

### Гріхопадіння
У книзі Буття міститься продовження історії Адама та Єви. За намовою Змія, Єва скуштувала плід Дерева пізнання добра і зла, і побачивши, що не померла, запропонувала плід Адаму. Першим з добра і зла Адам і Єва пізнали, що є голі, тому зробили собі одяг із листя. Бог покарав Змія, зробивши найницішим з усіх істот. Єва в свою чергу була покарана тим, що втратила рівність із Адамом і надалі мусила коритись йому та болісно народжувати. Наступним покарання зазнав Адам — відтепер він мусив добувати їжу працею, а не отримувати з Едемського саду.
Гріх перших людей відомий як першородний гріх. Він порушив природу людини, через що вона втратила гармонію з природою та здатність до прямого спілкування з Богом. Першородний гріх спонукав людей діяти таким чином, як невластиво їм, обертаючись на шкоду від слідування різним пристрастям. Кінцевим наслідком гріховної недосконалості є смерть, якої не уникли як Адам і Єва, так і їхні нащадки.
Зробивши першим людям одяг зі шкур, Бог вигнав Адама та Єву з Едему, проголосивши, що відтепер люди будуть смертні. Вхід до Едему було доручено охороняти херувиму з полум'яним мечем.

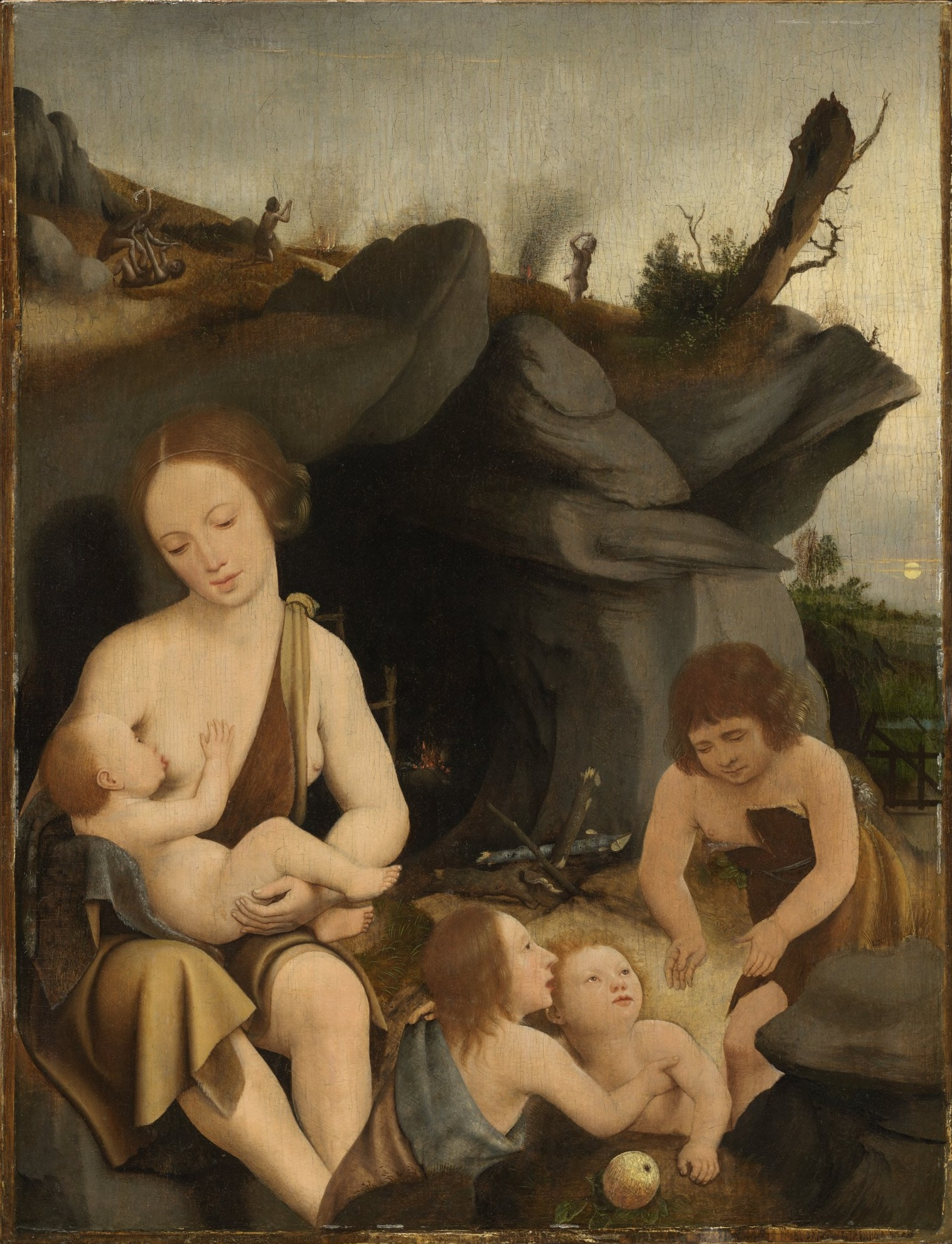
Перша родина, картина Яна Мостарта, 1520 р.

### Нащадки
Оскільки гріхопадіння зіпсувало природу людей, їхні діти та наступні нащадки успадкували смертність і моральну недосконалість. Його першим сином від Єви був Каїн, наступним — Авель. Також у Книзі Ювілеїв згадуються дочки: Азура, Авана й Левуда. Заздрячи брату, Каїн здійснив перше убивство, вбивши Авеля. За це Каїна було вигнано в землю Нод на схід від Едему, де мусив вести злиденне життя, не зупиняючись надовго на одному місці. Там Каїн заснував зі своєю сестрою Аваною, що стала його дружиною, свій родовід. Адам же з Євою на заміну Авелю зачали в віці 130 років Сифа (Сета). Адам прожив 930 років. Його з Євою нащадки аж до Ноя впродовж багатьох поколінь мали дуже довге життя від одного до восьми століть. Це довголіття пояснюється різними богословами або волею Бога на те, щоб люди заселяли світ, або невеликою в ті часи кількістю зла. Раціональніші версії стверджують, що довголіття цих людей умовне і або відображало час життя цілих племен, або приписувалось для заповнення прогалин в історії.
У християнській традицій вважається, що Адама було поховано на горі Голгофа, де пізніше відбулося розіп'яття Ісуса Христа. Такі уявлення відомі з III ст., зокрема їх дотримувались Ориген, Тертуліан, Василій Великий, Іван Золотоустий та інші отці церкви.
Рід Каїна зрештою загинув під час Всесвітнього потопу, а нащадки Сифа, в тому числі Ной, його дружина, діти та невістки, започаткували сучасне людство.
Апостол Павло у своїх посланнях коритянам і римлянам називає Адама Першою людиною, протиставляючи Другій людині — Ісусові Христові, від якого людство успадкувало здатність до протистояння гріхові. Часом Христа називають анти-Адамом, оскільки Він подарував людям уподібнення до Бога, на відміну від Адама, що прагнув це уподібнення вкрасти чи заслужити.
|      |      |      |      |      |      |  |  |          |          |          |          |          |          |  |  | Адам      | Адам      | Адам      | Адам      | Адам      | Адам      |       |       | Єва   | Єва   | Єва   | Єва   | Єва   | Єва   |  |  |          |          |          |          |          |          |  |  |      |      |      |      |      |      |  |  |  |  |  |  |  |  |  |  |  |  |  |  |  |  |  |  |  |  |  |  |  |  |
|      |      |      |      |      |      |  |  |          |          |          |          |          |          |  |  | Адам      | Адам      | Адам      | Адам      | Адам      | Адам      |       |       | Єва   | Єва   | Єва   | Єва   | Єва   | Єва   |  |  |          |          |          |          |          |          |  |  |      |      |      |      |      |      |  |  |  |  |  |  |  |  |  |  |  |  |  |  |  |  |  |  |  |  |  |  |  |  |
|      |      |      |      |      |      |  |  |          |          |          |          |          |          |  |  |           |           |           |           |           |           |       |       |       |       |       |       |       |       |  |  |          |          |          |          |          |          |  |  |      |      |      |      |      |      |  |  |  |  |  |  |  |  |  |  |  |  |  |  |  |  |  |  |  |  |  |  |  |  |
|      |      |      |      |      |      |  |  |          |          |          |          |          |          |  |  |           |           |           |           |           |           |       |       |       |       |       |       |       |       |  |  |          |          |          |          |          |          |  |  |      |      |      |      |      |      |  |  |  |  |  |  |  |  |  |  |  |  |  |  |  |  |  |  |  |  |  |  |  |  |
|      |      |      |      |      |      |  |  | Каїн     | Каїн     | Каїн     | Каїн     | Каїн     | Каїн     |  |  |           |           |           |           | Авель     | Авель     | Авель | Авель | Авель | Авель |       |       |       |       |  |  | Сиф      | Сиф      | Сиф      | Сиф      | Сиф      | Сиф      |  |  |      |      |      |      |      |      |  |  |  |  |  |  |  |  |  |  |  |  |  |  |  |  |  |  |  |  |  |  |  |  |
|      |      |      |      |      |      |  |  | Каїн     | Каїн     | Каїн     | Каїн     | Каїн     | Каїн     |  |  |           |           |           |           | Авель     | Авель     | Авель | Авель | Авель | Авель |       |       |       |       |  |  | Сиф      | Сиф      | Сиф      | Сиф      | Сиф      | Сиф      |  |  |      |      |      |      |      |      |  |  |  |  |  |  |  |  |  |  |  |  |  |  |  |  |  |  |  |  |  |  |  |  |
|      |      |      |      |      |      |  |  | Енох     | Енох     | Енох     | Енох     | Енох     | Енох     |  |  |           |           |           |           |           |           |       |       |       |       |       |       |       |       |  |  | Енош     | Енош     | Енош     | Енош     | Енош     | Енош     |  |  |      |      |      |      |      |      |  |  |  |  |  |  |  |  |  |  |  |  |  |  |  |  |  |  |  |  |  |  |  |  |
|      |      |      |      |      |      |  |  | Енох     | Енох     | Енох     | Енох     | Енох     | Енох     |  |  |           |           |           |           |           |           |       |       |       |       |       |       |       |       |  |  | Енош     | Енош     | Енош     | Енош     | Енош     | Енош     |  |  |      |      |      |      |      |      |  |  |  |  |  |  |  |  |  |  |  |  |  |  |  |  |  |  |  |  |  |  |  |  |
|      |      |      |      |      |      |  |  | Ірад     | Ірад     | Ірад     | Ірад     | Ірад     | Ірад     |  |  |           |           |           |           |           |           |       |       |       |       |       |       |       |       |  |  | Кенан    | Кенан    | Кенан    | Кенан    | Кенан    | Кенан    |  |  |      |      |      |      |      |      |  |  |  |  |  |  |  |  |  |  |  |  |  |  |  |  |  |  |  |  |  |  |  |  |
|      |      |      |      |      |      |  |  | Ірад     | Ірад     | Ірад     | Ірад     | Ірад     | Ірад     |  |  |           |           |           |           |           |           |       |       |       |       |       |       |       |       |  |  | Кенан    | Кенан    | Кенан    | Кенан    | Кенан    | Кенан    |  |  |      |      |      |      |      |      |  |  |  |  |  |  |  |  |  |  |  |  |  |  |  |  |  |  |  |  |  |  |  |  |
|      |      |      |      |      |      |  |  | Мехуяїл  | Мехуяїл  | Мехуяїл  | Мехуяїл  | Мехуяїл  | Мехуяїл  |  |  |           |           |           |           |           |           |       |       |       |       |       |       |       |       |  |  | Малелеїл | Малелеїл | Малелеїл | Малелеїл | Малелеїл | Малелеїл |  |  |      |      |      |      |      |      |  |  |  |  |  |  |  |  |  |  |  |  |  |  |  |  |  |  |  |  |  |  |  |  |
|      |      |      |      |      |      |  |  | Мехуяїл  | Мехуяїл  | Мехуяїл  | Мехуяїл  | Мехуяїл  | Мехуяїл  |  |  |           |           |           |           |           |           |       |       |       |       |       |       |       |       |  |  | Малелеїл | Малелеїл | Малелеїл | Малелеїл | Малелеїл | Малелеїл |  |  |      |      |      |      |      |      |  |  |  |  |  |  |  |  |  |  |  |  |  |  |  |  |  |  |  |  |  |  |  |  |
|      |      |      |      |      |      |  |  | Метушаїл | Метушаїл | Метушаїл | Метушаїл | Метушаїл | Метушаїл |  |  |           |           |           |           |           |           |       |       |       |       |       |       |       |       |  |  | Яред     | Яред     | Яред     | Яред     | Яред     | Яред     |  |  |      |      |      |      |      |      |  |  |  |  |  |  |  |  |  |  |  |  |  |  |  |  |  |  |  |  |  |  |  |  |
|      |      |      |      |      |      |  |  | Метушаїл | Метушаїл | Метушаїл | Метушаїл | Метушаїл | Метушаїл |  |  |           |           |           |           |           |           |       |       |       |       |       |       |       |       |  |  | Яред     | Яред     | Яред     | Яред     | Яред     | Яред     |  |  |      |      |      |      |      |      |  |  |  |  |  |  |  |  |  |  |  |  |  |  |  |  |  |  |  |  |  |  |  |  |
| Ада  | Ада  | Ада  | Ада  | Ада  | Ада  |  |  | Ламех    | Ламех    | Ламех    | Ламех    | Ламех    | Ламех    |  |  |           |           |           |           | Цілла     | Цілла     | Цілла | Цілла | Цілла | Цілла |       |       |       |       |  |  | Енох     | Енох     | Енох     | Енох     | Енох     | Енох     |  |  |      |      |      |      |      |      |  |  |  |  |  |  |  |  |  |  |  |  |  |  |  |  |  |  |  |  |  |  |  |  |
| Ада  | Ада  | Ада  | Ада  | Ада  | Ада  |  |  | Ламех    | Ламех    | Ламех    | Ламех    | Ламех    | Ламех    |  |  |           |           |           |           | Цілла     | Цілла     | Цілла | Цілла | Цілла | Цілла |       |       |       |       |  |  | Енох     | Енох     | Енох     | Енох     | Енох     | Енох     |  |  |      |      |      |      |      |      |  |  |  |  |  |  |  |  |  |  |  |  |  |  |  |  |  |  |  |  |  |  |  |  |
|      |      |      |      |      |      |  |  |          |          |          |          |          |          |  |  |           |           |           |           |           |           |       |       |       |       |       |       |       |       |  |  |          |          |          |          |          |          |  |  |      |      |      |      |      |      |  |  |  |  |  |  |  |  |  |  |  |  |  |  |  |  |  |  |  |  |  |  |  |  |
|      |      |      |      |      |      |  |  |          |          |          |          |          |          |  |  |           |           |           |           |           |           |       |       |       |       |       |       |       |       |  |  |          |          |          |          |          |          |  |  |      |      |      |      |      |      |  |  |  |  |  |  |  |  |  |  |  |  |  |  |  |  |  |  |  |  |  |  |  |  |
| Явал | Явал | Явал | Явал | Явал | Явал |  |  | Ювал     | Ювал     | Ювал     | Ювал     | Ювал     | Ювал     |  |  | Тувалкаїн | Тувалкаїн | Тувалкаїн | Тувалкаїн | Тувалкаїн | Тувалкаїн |       |       | Наама | Наама | Наама | Наама | Наама | Наама |  |  | Мафусаїл | Мафусаїл | Мафусаїл | Мафусаїл | Мафусаїл | Мафусаїл |  |  |      |      |      |      |      |      |  |  |  |  |  |  |  |  |  |  |  |  |  |  |  |  |  |  |  |  |  |  |  |  |
| Явал | Явал | Явал | Явал | Явал | Явал |  |  | Ювал     | Ювал     | Ювал     | Ювал     | Ювал     | Ювал     |  |  | Тувалкаїн | Тувалкаїн | Тувалкаїн | Тувалкаїн | Тувалкаїн | Тувалкаїн |       |       | Наама | Наама | Наама | Наама | Наама | Наама |  |  | Мафусаїл | Мафусаїл | Мафусаїл | Мафусаїл | Мафусаїл | Мафусаїл |  |  |      |      |      |      |      |      |  |  |  |  |  |  |  |  |  |  |  |  |  |  |  |  |  |  |  |  |  |  |  |  |
|      |      |      |      |      |      |  |  |          |          |          |          |          |          |  |  |           |           |           |           |           |           |       |       |       |       |       |       |       |       |  |  | Ламех    |          |          |          |          |          |  |  |      |      |      |      |      |      |  |  |  |  |  |  |  |  |  |  |  |  |  |  |  |  |  |  |  |  |  |  |  |  |
|      |      |      |      |      |      |  |  |          |          |          |          |          |          |  |  |           |           |           |           |           |           |       |       |       |       |       |       |       |       |  |  |          |          |          |          |          |          |  |  |      |      |      |      |      |      |  |  |  |  |  |  |  |  |  |  |  |  |  |  |  |  |  |  |  |  |  |  |  |  |
|      |      |      |      |      |      |  |  |          |          |          |          |          |          |  |  |           |           |           |           |           |           |       |       |       |       |       |       |       |       |  |  | Ной      |          |          |          |          |          |  |  |      |      |      |      |      |      |  |  |  |  |  |  |  |  |  |  |  |  |  |  |  |  |  |  |  |  |  |  |  |  |
|      |      |      |      |      |      |  |  |          |          |          |          |          |          |  |  |           |           |           |           |           |           |       |       |       |       |       |       |       |       |  |  |          |          |          |          |          |          |  |  |      |      |      |      |      |      |  |  |  |  |  |  |  |  |  |  |  |  |  |  |  |  |  |  |  |  |  |  |  |  |
|      |      |      |      |      |      |  |  |          |          |          |          |          |          |  |  |           |           |           |           |           |           |       |       |       |       |       |       |       |       |  |  |          |          |          |          |          |          |  |  |      |      |      |      |      |      |  |  |  |  |  |  |  |  |  |  |  |  |  |  |  |  |  |  |  |  |  |  |  |  |
|      |      |      |      |      |      |  |  |          |          |          |          |          |          |  |  |           |           |           |           |           |           |       |       | Сим   | Сим   | Сим   | Сим   | Сим   | Сим   |  |  | Хам      | Хам      | Хам      | Хам      | Хам      | Хам      |  |  | Яфет | Яфет | Яфет | Яфет | Яфет | Яфет |  |  |  |  |  |  |  |  |  |  |  |  |  |  |  |  |  |  |  |  |  |  |  |  |

## Адам у апокрифах
Юдейські агади повідомляють, що Адама було створено Богом спершу як бездушне тіло, ґолема. Цей ґолем був здатний рости й рухатися, проте ще не був людиною, а став нею, коли отримав дух. Трактат Берешит Рабба III ст. стверджує, що Адам після створення був настільки величним, що Сатана і багато янголів поклонилися йому, сприйнявши за Бога, що й стало підставою їхнього гріхопадіння. Гностичний апокриф Іоана IV—V ст. повідомляє, що Адама створив Бог-син для відновлення світу після шкоди, завданої відділенням Софії. Слов'янський апокриф «Сказання про сотворення Богом Адама» XIV ст. поєднує християнські та язичницькі уявлення про появу людини. Там Бог утворює різні частини тіла Адама з навколишніх речей: моря, сонця, вітру тощо, та встановлює час для дитинства, юності, зрілості й т.д. Книга Ювілеїв I—II ст. надає відомості, що янголи навчали Адама різних ремесел в Едемі. Також згадується, що Адам і Єва провели в Едемі 7 років.
У старозаповітному апкорифі, Житії Адама та Єви (Адамовій книзі), написаній приблизно в III—V столітті, описується доля Адама та Єви після вигнання з Едему. Перші люди побудували собі курінь і вирушили на пошуки їжі. Коли не знайшли, Єва запропонувала вчинити самогубство. Натомість Адам вирішив багато днів поститись, стоячи у річці Тигр, а Єву послав поститись у Йордан. Сатана, набувши подоби янгола, з'явився Єві та підмовив покинути піст, нібито Бог простив людей і приготував їжу. Потім він розповів першому чоловіку, що Бог наказав Сатані та янголам поклонитися Адаму, коли його було створено. Загордившись, Сатана повстав проти Бога та був скинутий зі своїми янголами на землю. Тому задля помсти Сатана спокусив Єву.
Також у Житії Адама та Єви наявні й інші епізоди, котрих немає в Книзі Буття. Описується наступне окреме життя перших людей, їх возз'єднання при пологах Єви, віщий сон Єви про загибель Авеля. Згадується, що Адама, на додаток до попередніх покарань, мучать сильні болі. Коли Адам помирає, архангели Михаїл та Уриїл навчають його нащадків як ховати померлих і пророкують Всесвітній потоп з Вогненним дощем. Але зі слів Бога слідує, що люди переживуть всі лиха та врешті позбудуться гріха.
Вавилонський Талмуд, укладений в той же час, описує історію про Адама й Ліліт, що набуває популярності в Агаді, Книзі Зоар і єврейському містицизмі. Образ Ліліт запозичено з міфології народів Межиріччя, де вона є нічною демоницею. В Талмуді вона описується як перша жінка, що передувала Єві. В супутніх легендах іноді стверджується, що вона була створена з землі, як і Адам. Ліліт була егоїстичною, вона покинула Адама, не бажаючи йому підкорятись. Коли Бог на заміну їй створив Єву, Ліліт стала мстити її нащадкам, викрадаючи вночі немовлят, за винятком тих, які були захищені амулетом з іменами янголів. За деякими легендами, від архангела Самаїла Ліліт народила хтивих демонів — сукубів та інкубів. Апокрифічне Євангеліє від Філіппа стверджує, що скуштувавши плоду, Адам став твариною та породив тварин.
Єврейсько-грецький апокриф «Оракули Сивілл», що датується II ст., трактує ім'я Адам як похідне від грецьких назв сторін світу: Ἀνατολή — схід, Δύσις — захід, Ἄρκτος — північ, Μεσημβρία — південь.
«Заповіт Адама» II—V ст. описує пророцтво, дане Сифу батьком, про пришестя Ісуса Христа, що станеться за 6 тис. років після гріхопадіння Адама. Сирійський апокриф «Печера скарбів» VII ст. надає відомості, що Ной за настановою Бога узяв на ковчег останки Адама, щоб врятувати їх від потопу. Потім Сим перепоховав Адама в центрі світу (де згодом було зведено Єрусалим). Одяг, зроблений для Адама та Єви Богом, передавався від покоління до покоління аж до Сима, згідно мідрашів Бамідбар Раба.
Апокриф «Смерть Авраама» I—II століття відводить Адаму після смерті роль вартового потойбіччя, що сидить там на престолі. Євангеліє від Никодима III—IV ст. пише, що Адама після смерті було прощено Богом. Коли Христос спустився в Пекло, то забрав звідти душі праведників, у тому числі й Адама.

## Адам у мистецтві

### Іконографія
Найраніше зображення Адама разом з Євою в християнському мистецтві наявне в катакомбах Сан-Дженнаро в Неаполі й датується III ст. Найпоширеніший сюжет їхнього зображення — Адам і Єва стоять біля Дерева пізнання добра і зла, обвитого Змієм. Найчастіше Адама та Єву зображають оголеними, лише з прикритими статевими органами.
Ікони з житіями ілюструють історію перших людей зазвичай в такому порядку: створення Адама — заповідь не їсти плоду Дерева пізнання добра і зла — називання Адамом тварин — створення Єви — гріхопадіння (може включати сцени спокуси Єви Змієм — скуштування плоду й передачі його Адаму), викриття Богом непослуху перших людей — засудження їх Богом — зодягнення їх в одяг зі шкур — вигнання з Едему. Подібне зображення подій на іконах відоме з VI століття.
Традиція порівнювати Адама з Ісусом Христом відображається на іконографії Спасителя. Часто на зображеннях розп'яття Христа хрест стоїть над печерою з черепом і кістками Адама. Кров Христа капає на череп, символізуючи виправлення людської природи, порушеної гріхопадінням.

У візантійській традиції іконопису зустрічається сюжет, де воскреслі Адам і Єва піднімаються з домовин. Ці зображення поміщаються обабіч сцени розп'яття Христа. Іноді Адам зображається в числі старозавітних пророків як старець. У західній іконографії його постать, зображена на половину, також може стояти біля розп'яття.

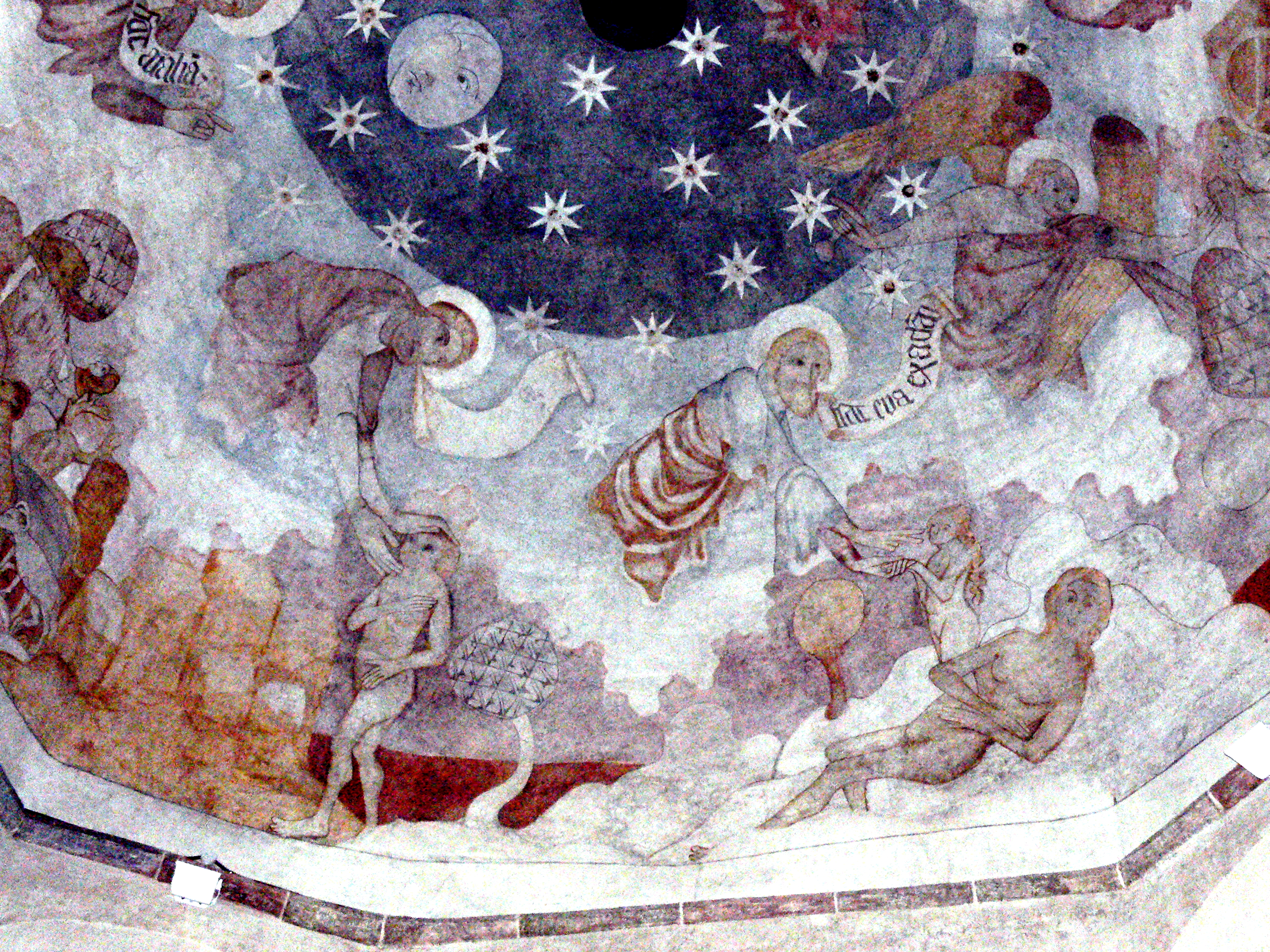
Життя Адама на фресці в Сан-Кандідо, XIII ст.
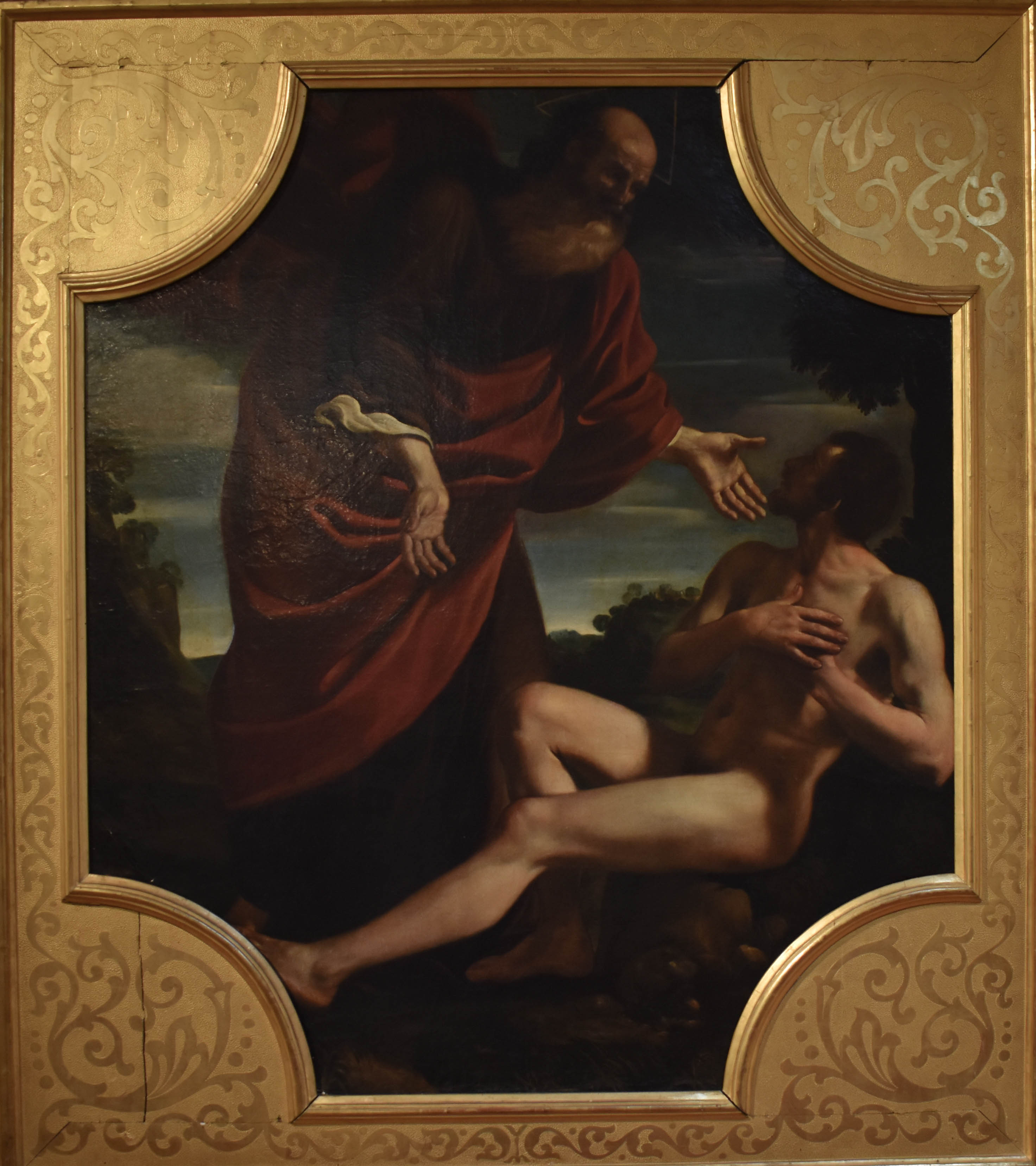
Створення Адама на картині Маттео Ловса, XVII ст.
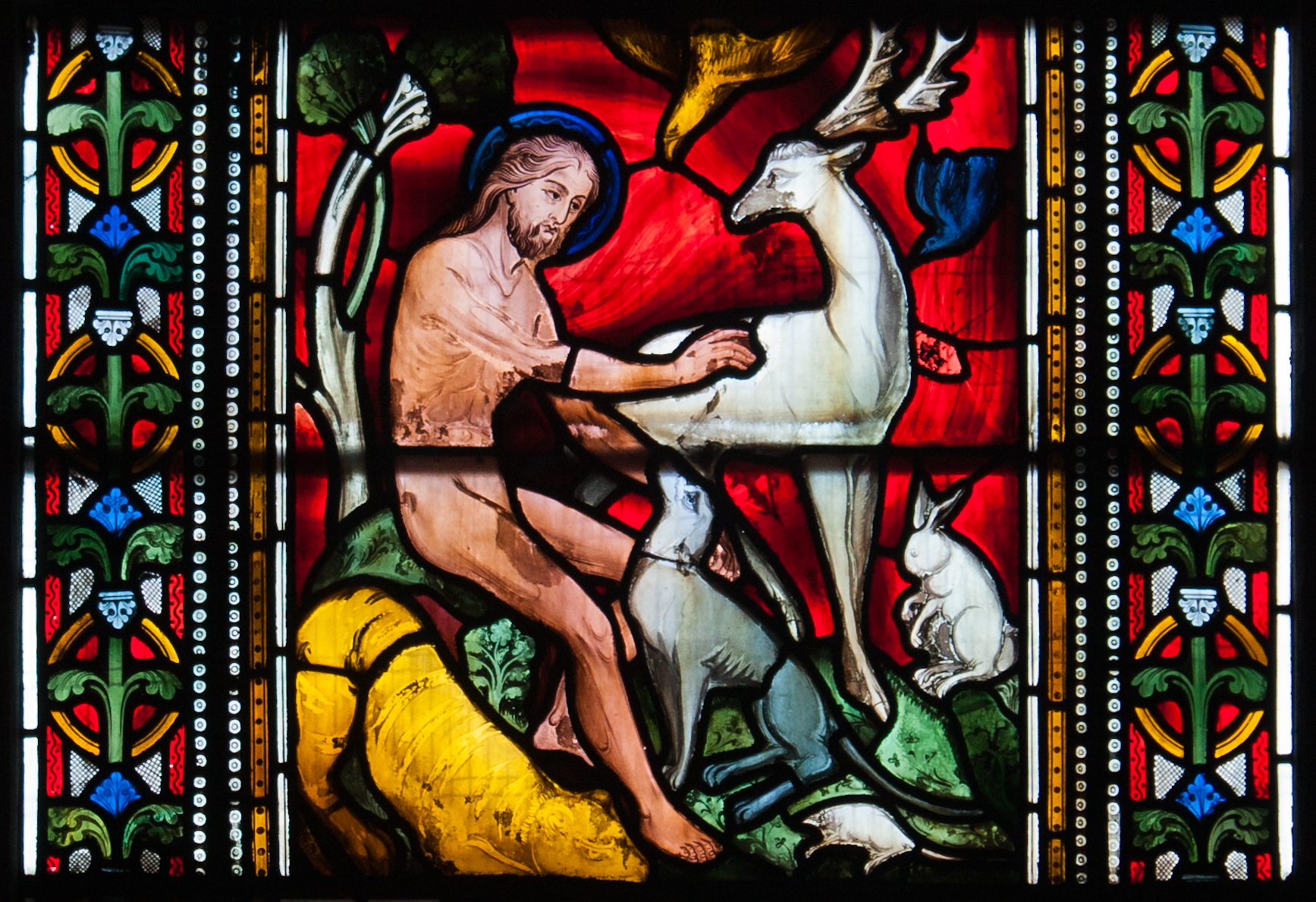
Адам називає тварин, вітраж у Церковному соборі Христа, Дублін, XIX ст.
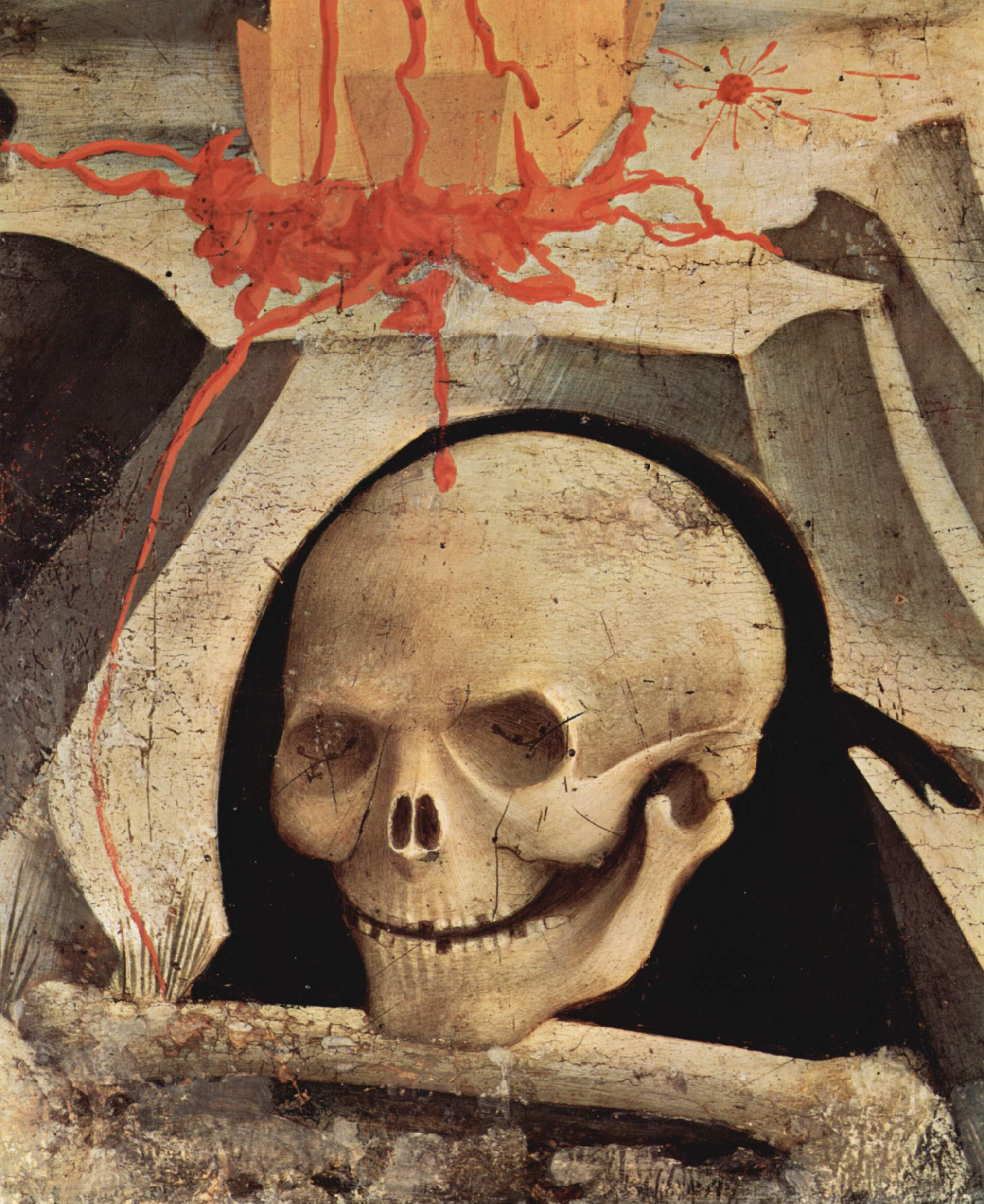
Традиційне зображення черепа й кісток Адама під хрестом
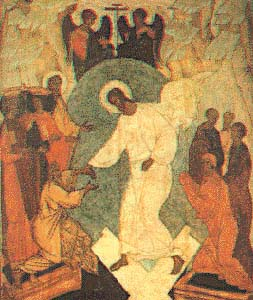
«Зішестя Христа в ад», де Христос зустрічає Адама
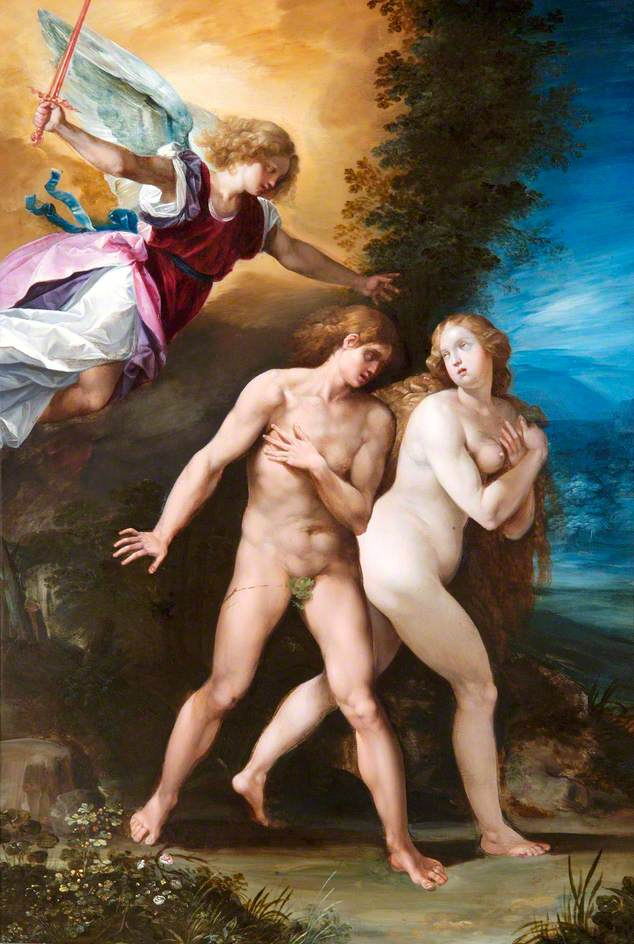
Вигнання з Едему, картина Кавалера д'Арпіно, поч. XVII ст.
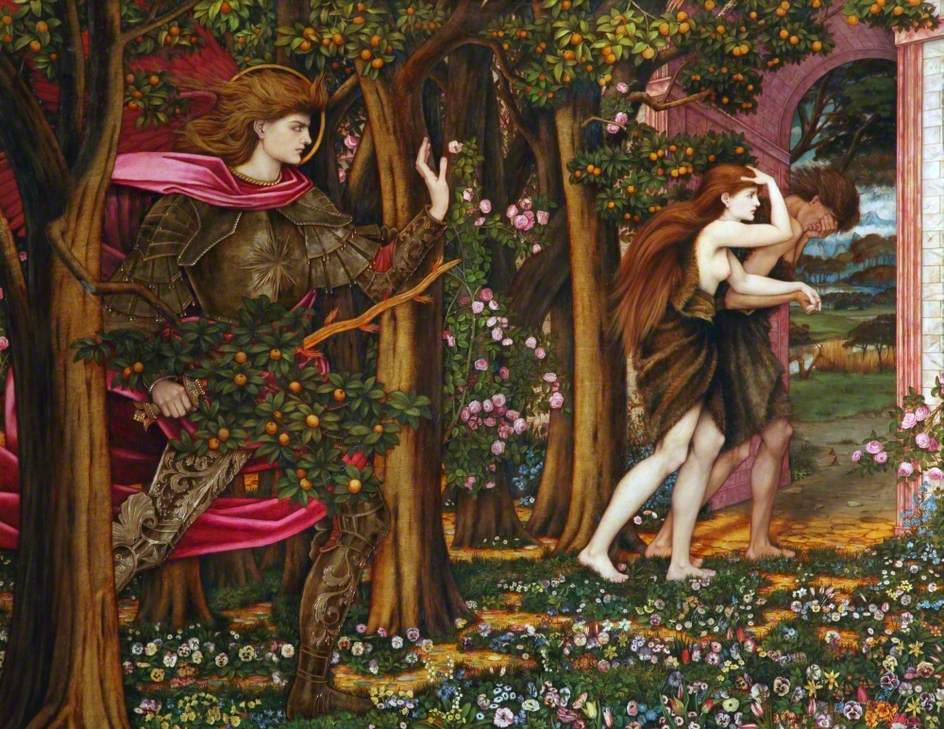
Вигнання з Едему, картина Джона Стенхоупа, 1900 р.

### У художній літературі
В історії письменства відома літургійна драма «Дійство про Адама» ХІІ ст. Цьому образові присвятили твори Ганс Сакс («Трагедія про сотворення Адама і вигнання його з Раю») і Фрідріх-Готліб Клопшток («Смерть Адама»), Данте («Божественна комедія»). Епічна поема «Втрачений Рай» Джона Мільтона — найзнаменитіший твір про планування гріхопадіння Адама Сатаною, його здійснення та його подальшу долю перших людей.
Це персонаж і різних пізніших періодів літератури західних народів (поезія Вільяма Блейка, оповідання «Вічний Адам» Жуля Верна тощо). Унікальну роль відігравала перша людина у творчості послідовників акмеїзму (адамістів), які вважали Адама винахідником поезії.
В українській літературі привертає увагу трагедія «Пророцтво Адама» із містичного епосу «Діяння небожителів» Віктора Гребенюка, що використовує апокрифічні елементи, котрі не суперечать Біблії. Тут Адам теж представлений як автор першої — поетичної — книги.

## Адам в ісламі
Докладніше: Адам в ісламі
Мусульманські перекази про Адама схожі на біблійні і талмудичні оповіді, проте специфічним для мусульман є прив'язка історії Адама до Аравії.
За Кораном Адам — перша людина, створена Аллахом. Адама було поставлено намісником Аллаха на землі, тому всі янголи мусили поклонитися першому чоловіку. Один з них, Ібліс, відмовився, за що був вигнаний із Джаннату (Раю) на землю. Бажаючи помститись, Ібліс відволік Адама та Хавву (Єву), змусивши забути про заборону їсти плоди райського дерева. За порушення заборони Адам і Хавва були скинуті з небес на землю в різних місцях. Зустрілись вони за легендою, в Аравії, біля Мекки, де Адам за наказом Аллаха збудував першу версію Кааби.
На відміну від юдаїзму та християнства, гріх перших людей в ісламському розумінні не мав онтологічного характеру та лишився їхнім особистим вчинком.